# Medalha e Prémio Harrie Massey
A Medalha e Prémio Harrie Massey foi um prémio criado pelo Institute of Physics (IOP) em 1988 para comemorar o 25º aniversário da fundação do Australian Institute of Physics.

## História
Até 1992 o prémio era exclusivamente monetário mas, a partir dessa data passou a ser atribuída também uma medalha de prata. Até 1998 os premiados eram designados pelo Institute of Physics e nos anos ímpares pelo Australian Institute of Physics. Actualmente é um prémio bianual atribuído pelos dois referidos Institutos.

## Premiados[2]
- 1990 — Professor Richard Dalitz, Universidade de Oxford
- 1992 — Professor Basil H. Briggs, Universidade de Adelaide
- 1994 — Professor Rodney James Baxter, Universidade Nacional da Austrália
- 1995 — Professor Amyand David Buckingham, Universidade de Cambridge
- 1996 — Professor Allan Snyder, Universidade Nacional da Austrália
- 1997 — Professor David Pegg, Universidade Griffith
- 1998 — Professor Donald Melrose, Universidade de Sydney
- 2000 — Professor Tony Thomas, Universidade de Adelaide
- 2002 — Professor Robert Delbourgo, Universidade da Tasmânia
- 2004 — Professor Peter Drummond, Universidade de Queensland
- 2006 — Professor Bruce McKellar, Universidade de Melbourne
- 2008 — Professor David Cockayne, Universidade de Oxford
- 2010 — Professor Hans A. Bachor, Universidade Nacional da Austrália
- 2012 — Dr. Anthony B Murphy Organização de Pesquisa da Comunidade Científica e Industrial